# Romanzo popolare
Romanzo popolare è un film del 1974 diretto da Mario Monicelli.

## Trama
Giulio Basletti è un operaio metalmeccanico milanese, scapolo, fervente attivista sindacale e tifoso del Milan. Egli rivede dopo 17 anni Vincenzina, figlia di un suo collega incontrato nell'Avellinese e della quale fu padrino di battesimo, per presto innamorarsi e sposarla, mettendo al mondo un bambino.
In seguito a uno scontro con la Polizia durante una manifestazione di piazza, l'agente Giovanni Pizzullo del reparto "Celere" viene colpito da un manufatto. Individuato il colpevole in Salvatore Armetta, amico di Giulio, si reca in casa di lui nel tentativo di arrestarlo, trovando la ferma opposizione di tutti i vicini e, soprattutto, di Giulio che difende l'amico con la sua pronta dialettica. Tempo dopo, Armetta incontra nuovamente Giovanni, che nel frattempo ha dimenticato l'accaduto, e grazie alla comune passione calcistica stringono amicizia. L'agente ha così modo di entrare in buoni rapporti con Giulio, del quale comincia a frequentare la casa.
Quando un lutto colpisce la famiglia di Vincenzina, Giulio si reca in Campania per le esequie. Al suo rientro, ossessionato dall'idea del tradimento, scopre che i suoi timori sono fondati, potendo ascoltare, non visto, un dialogo tra lei e Giovanni. Di fronte all'ammissione della moglie, cerca di controllarsi mostrandosi uomo di ampie vedute e pronto ad accettare la morale moderna, purché il tradimento resti cosa segreta.
Ricevuta tuttavia una lettera anonima e ritenendo ciò di dominio pubblico, caccia platealmente di casa moglie e bambino. Avendo rinunciato al gesto estremo decide di vendicare il proprio onore, recandosi armato a casa di Giovanni, dove Vincenzina si è appena rifugiata. Nascostasi con il figlio nel bagno, ascolta l'alterco tra i due, dove Giovanni ammette di essere l'autore della missiva e rivendicando in maniera ridicola la proprietà della ragazza. Indignata, Vincenzina fugge dalla finestra. Le vite dei tre si dividono definitivamente.
Qualche anno dopo, Giulio è in pensione e dedica il suo tempo alle bocce e alle carte, Giovanni è stato promosso vice brigadiere, si è sposato e ha due figli. Vincenzina, reduce da relazioni fallite, vive sola con il figlio ed è caporeparto e membro del consiglio di fabbrica in un'industria d'abbigliamento. Nel finale, Giulio le chiede di riavvicinarsi e lei gli concede "un sabato sì e un sabato no".

## Riconoscimenti
- 1975 - David di Donatello
  - Migliore sceneggiatura a Age, Scarpelli e Mario Monicelli
- 1975 - Nastro d'argento
  - Nomination Migliore attore protagonista a Ugo Tognazzi
  - Nomination Migliore attore non protagonista a Michele Placido
- 1975 - Globo d'oro
  - Miglior attore rivelazione a Michele Placido

## Curiosità
- Romanzo Popolare fu uno dei maggiori successi della stagione 1974-'75, incassando più di un miliardo e mezzo di lire dell'epoca nelle prime visioni.
- Nel film appare lo scrittore e giornalista sportivo Beppe Viola, autore dei dialoghi ed interprete della "maschera" del cinema ostile all'ingresso di Vincenzina.
- L'idea del film sta nel linguaggio popolare dei personaggi come il "sindacal-politichese" con uno spiccato accento milanese e ricco di metafore calcistiche di Tognazzi, milanista anche nella vita, al quale si contrappone il linguaggio ingenuo di Vincenzina e le pesanti inflessioni meridionali di Giovanni.
- L'attore Pippo Starnazza è doppiato alternatamente da Roberto Bertea nelle scene in cui l'attore ha battute in cui occorre un tono possente, adirato o preda di una forte emozione e da Enzo Jannacci durante le scene in cui l'attore è in uno stato di tranquillità, triste o di sottomissione.[1] Il doppiaggio del film è a cura della CVD con la direzione di Carlo Baccarini.
- Alvaro Vitali è doppiato.
- La doppiatrice di Ornella Muti, Valeria Ruocco, era stata una delle piccole protagoniste di una famosa serie televisiva RAI anni '60, I ragazzi di padre Tobia.
- I vagiti del figlio neonato di Giulio sono "doppiati" da Isa Di Marzio.
- La colonna sonora è curata da Enzo Jannacci. Fra i brani spicca Vincenzina e la fabbrica, cantata da Jannacci, che sarà ripresa nel 1977 da Mina nel disco Mina quasi Jannacci.
- La canzone ricorrente nei momenti in cui Vincenzina racconta i suoi ricordi è Sono una donna non sono una santa di Rosanna Fratello.

## Luoghi delle riprese
- Gli esterni nei pressi della fabbrica, furono girati a Milano, nel quartiere Lambrate, presso la ex Innocenti, sito parzialmente smantellato negli anni Novanta, nel quale interno è tuttora attiva la Innse.[2]
- La caserma di Giovanni è in realtà il complesso scolastico di piazza Ascoli a Milano, che all'epoca delle riprese ospitava la scuola media Tiepolo e l'istituto magistrale Virgilio, ora liceo.
- Molte scene domestiche (esterni-terrazzo e interni-6 piano scala C2) sono state girate nel caseggiato popolare della Nuova Torretta in via Antonio Maffi 112/C2 a Sesto San Giovanni.[2]
- Il borgo avellinese di Montecagnano è immaginario. La scena fu girata a Calcata in provincia di Viterbo. La bretella autostradale, narrata come esempio di opera pubblica inutile, è un tratto del raccordo Castel Madama con l'autostrada A24.[2]
- La scena del tradimento di Vicenzina e Giovanni, nei pressi della ferrovia, fu girata nel quartiere di Greco a Milano, sulla salita di Via Emilio De Marchi.
- La scena del cinema cui viene negato l'ingresso a Vincenzina fu girata sempre a Greco, nell'allora Cinema Abanella.